# Escudo de Mali
El escudo de armas de la República de Mali tiene forma circular. 
Sobre un fondo celeste se ve:
En el centro, la mezquita de Djenné, en color gris pastel.
Sobre la mezquita, el buitre legendario en vuelo deslizante, en color gris oscuro.
Bajo esto, un sol saliente, en color amarillo dorado.
Frente al sol, dos arcos opuestos curvados, con sus flechas, en color negro.
En el marco del círculo, los escritos “Republique du Mali” (República de Mali) en la parte superior y, en la parte inferior, el lema ”Un Peuple, Un But, Une Foi” (Un Pueblo, Una Meta, Una Fe) en letras mayúsculas negras.
El escudo actual se basa en el adoptado a raíz de la independencia en 1960, que tenía los mismos elementos pero con los colores de la bandera estatal.

### Galería de escudos históricos

Escudo de armas de la Federación de Mali (1959-1960)
Sello de armas de Mali (1961-1982)